# Côn

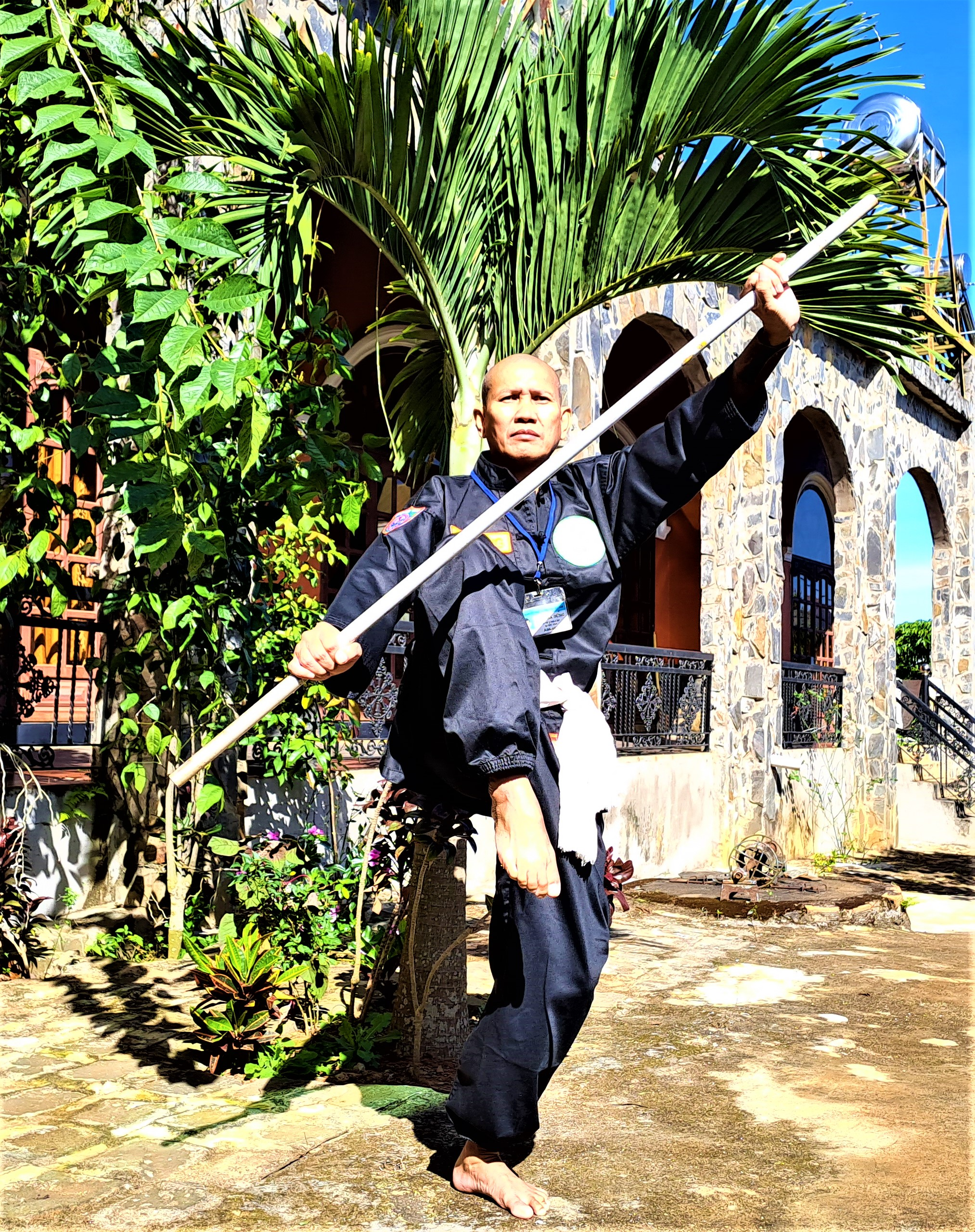
Một Võ sư sử dụng côn.

Côn (棍) là một loại gậy được sử dụng làm binh khí phổ thông trong các hệ phái võ thuật cổ truyền nhiều nơi trên thế giới, nó cũng là một trong những binh khí nổi tiếng trong thập bát ban võ nghệ.

## Tên gọi
Côn trong tiếng Việt thường chỉ một dạng Gậy cứng. Tuy nhiên, ngôn ngữ của các võ phái Bình Định Việt Nam lại dùng Roi để chỉ côn, mặc dù thuật ngữ roi trong nhiều võ phái khác, đặc biệt là các võ phái Trung Hoa, thường chỉ các vũ khí dài và mềm như dây xích hay các đoạn côn ngắn nối với nhau bằng xích, âm Hán Việt gọi là Tiên (鞭) như cửu tiết tiên (roi 9 đốt làm bằng sắt), thất tiết tiên (roi 7 đốt làm bằng sắt). Võ thuật Trung Quốc và Nhật Bản còn dùng chữ Bổng (棒) để chỉ côn, gọi khái quát là côn bổng (棍棒), tuy nhấn mạnh hơn đến những loại trường côn và cũng không hiếm khi bổng được chỉ một vũ khí khác hẳn.

## Đặc điểm
Côn có hình dạng rất phong phú tùy theo mục đích và thói quen sử dụng của người tập, nhưng thường thấy côn có hai đầu tròn đường kính bằng nhau, có một độ dài đa dạng và thường hiếm khi có quy ước cụ thể đầu côn hay đuôi côn. Tuy nhiên, một số loại côn có đầu và đuôi côn bằng nhau nhưng thân giữa hơi phình to một chút, một số loại côn khác lại có đầu to hơn đuôi, như côn nhị khúc hay song hổ vĩ côn.
Chất liệu làm côn rất đa dạng. Côn thường làm bằng gỗ, tre, tầm vông, cây song (mây) cứng hoặc song mềm. Tuy ít phổ biến hơn nhưng vẫn thấy có côn làm bằng kim loại (sắt, đồng, nhôm). Các võ phái xuất xứ từ Nhật Bản thường sử dụng gỗ sồi để làm côn, trong khi Việt Nam thịnh hành các loại côn làm bằng tre, song mây, tầm vông, mật cật, căm xe.

## Một số loại côn

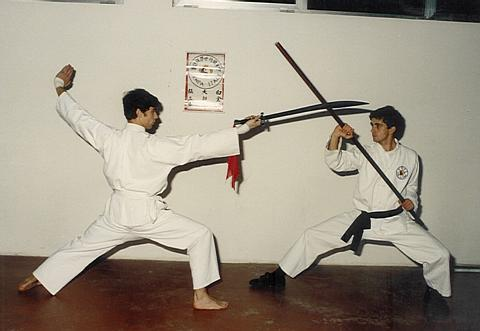
Biểu diễn múa đao và côn, trong đó võ sinh cầm côn đứng phía tay phải

Dựa trên cấu tạo của côn và tùy thuộc võ phái, có thể phân chia côn thành hàng trăm tiểu loại. Tuy nhiên, trong ứng dụng thực chiến côn thường nằm trong hai loại: côn một khúc và côn gồm nhiều khúc nối vào nhau.

### Côn một khúc
- Trường côn: cây gậy rất dài, có thể cao bằng đầu, cao hơn đầu một nửa cánh tay, hoặc thậm chí dài tới 2,5 mét được các chi phái Vịnh Xuân quyền sử dụng trong bài Lục điểm bán côn.
- Tề mi côn: côn ngắn tới ngang chân mày người tập, thịnh hành trong các võ phái cổ truyền Việt Nam. Các hệ phái võ thuật ở Bình Định còn gọi Tề mi côn là Roi chiến.
- Trung côn: cao tới ngang nách người tập.
- Đoản côn: gậy ngắn, thường dài bằng một cánh tay người tập. Có thể sử dụng cả hai đoản côn gọi là song côn. Một biến thể của nó được ứng dụng thời hiện đại rất phổ biến dưới tên gọi dùi cui.
- Tiểu đoản côn: loại côn được các hệ phái Karatedo ưa chuộng, chỉ dài cỡ 10–15 cm có thể để gọn trong lòng bàn tay, thường dùng ngón út để đẩy đầu côn lên và ngón cái để đẩy đầu côn xuống khi đâm, chọc hỗ trợ đòn đánh gia tăng lực sát thương hàng chục lần.
- Quải (tonfa): một dạng dùi cui hay đoản côn có cán chĩa ngang hình chữ L, xuất xứ từ Okinawa, rất thịnh hành trong Karate.
- Kiếm gỗ (Nhật Bản) làm bằng gỗ sồi cũng có thể coi là một dạng côn vì sức công phá mạnh mẽ của nó.

### Côn nhiều khúc

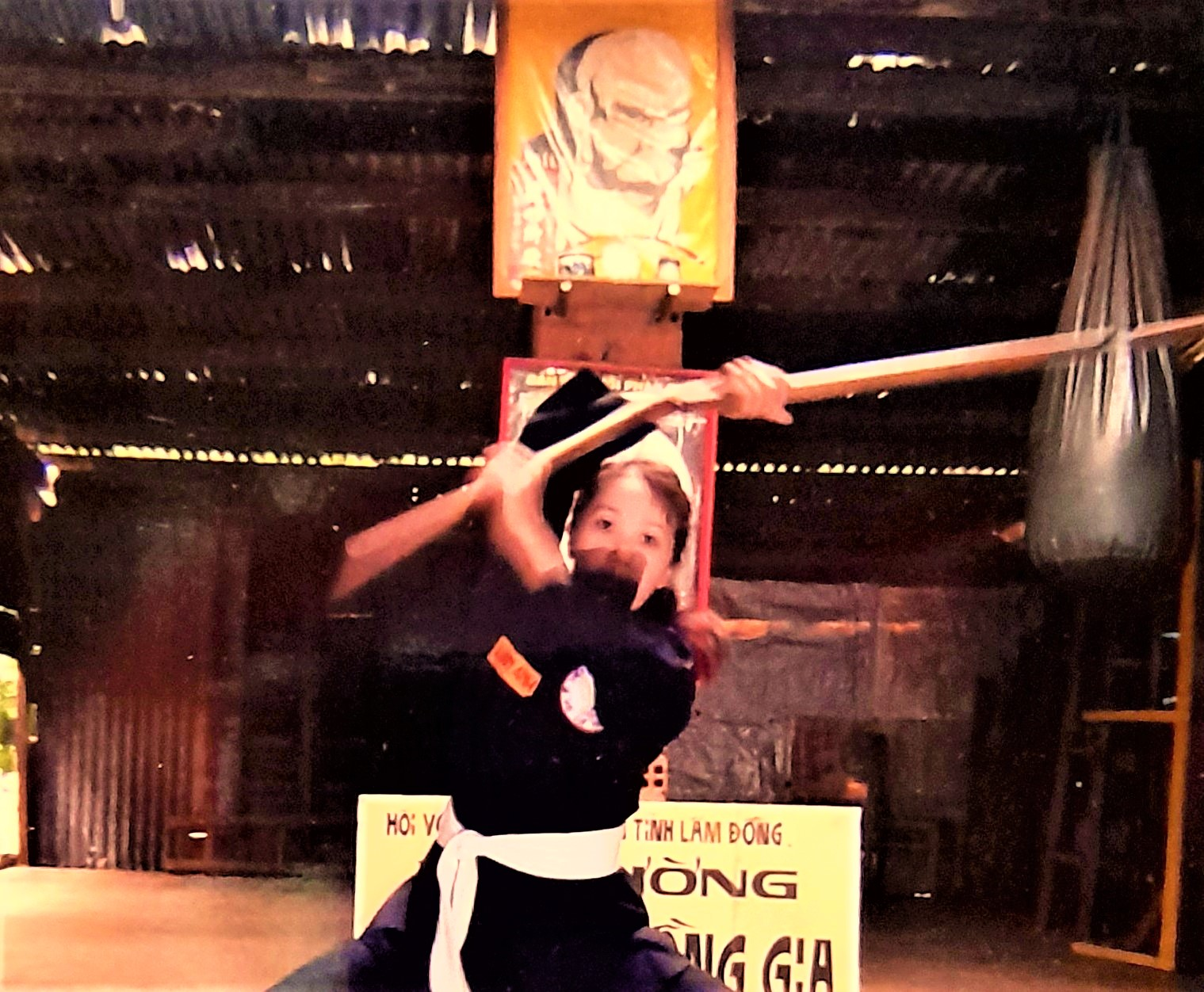
Võ sư Hồ Thị Loan Anh sử dụng Côn tam khúc.

- Võ sư Hồ Thị Loan Anh sử dụng Côn tam khúc.Tử mẫu côn: một trung côn nối với một đoản côn bằng sợi dây chắc, thịnh hành trong các võ phái Việt Nam với tên gọi Thiết lĩnh. Trong võ thuật Trung Hoa, nguyên khởi từ Tống thái tổ Triệu Khuông Dẫn có tên gọi "đại bàn long côn", thời cận đại ở phương Bắc lại gọi là "đại tảo tử" và "tiểu bàn long côn" (tiểu tảo tử).
- Côn nhị khúc (Nunchaku): còn gọi là lưỡng tiết tiên, song tiết tiên, xuất xứ từ Okinawa.
- Côn tam khúc: còn gọi là tam tiết côn. Loại côn này thường dùng ba đoản côn dài bằng nhau được nối với nhau bằng dây mềm.
- Song hổ vĩ côn: dạng côn gồm 3 đoạn nối vào nhau tương tự như côn tam khúc, nhưng ba đoạn có chiều dài không đều nhau nối theo thứ tự từ dài đến ngắn. Song hổ vĩ côn thường sử dụng cả đôi (bài hát). Nếu sử dụng đơn được gọi tên là hổ vĩ côn, Bài song hổ vĩ côn được Lão Võ Sư Trần Công sáng tạo nên và trở thành thế võ đặc dị của Sơn Đông Không Động Việt Nam! Sau khi truyền cho đệ tử nhưng vì không thấm nhuần được hết những tinh hoa trong song hỗ vĩ côn nên người đồ đệ này đã đổi tên thành song hổ vĩ tiên và thành lập môn phái khác không dám dùng tên cũ "song hổ vĩ côn"

## Kỹ thuật sử dụng
Kỹ thuật đánh côn rất đa dạng: có thể là loan hay khuyên (quay tròn), chặn, đả (đánh), thương (đâm), bật, xiết (thường ứng dụng với côn nhiều khúc) v.v. Nguyên lý sử dụng côn thường dựa trên cơ sở lực ly tâm khi đánh và phản lực khi giật.

## Trong các võ phái
Trong võ thuật Trung Hoa, côn được sử dụng rất phổ thông. Thiếu Lâm tự nổi danh về côn pháp với nguyên tắc "kẻ xuất gia từ bi bác ái, thà dụng côn bất dụng thương". Bởi tuy côn có khả năng gây thương tích cho đối thủ nhưng ít khi gây chết người như đao hay thương, do đó phù hợp hơn với tăng ni phật tử,ngoài ra Cái Bang còn có một bộ côn pháp trấn phái là Đả Cẩu Côn Pháp gồm 36 chiêu biến hóa khôn lường, kỳ ảo. Nhiều loại côn từ các võ phái Trung Quốc lan truyền đến các nước vùng Á Đông khác như côn tam khúc, trường côn, đoản côn, song hổ vĩ côn. Wushu hiện đại cũng có mục thi đấu và biểu diễn côn pháp trong các bài sáo lộ mang tên trường côn.
Vùng đất thượng võ Okinawa Nhật Bản được coi như nguyên ủy của côn nhị khúc, tiểu đoản côn, quải.
Việt Nam cũng là cái nôi của những tuyệt kỹ sử dụng côn (roi) trong các võ phái Bình Định và các võ phái miệt vườn Nam bộ như Tân Khánh Bà Trà. Những câu ca dao: "Con gái Bình Định múa roi đi quyền", rồi "Roi Thuận Truyền, Quyền An Thái", "roi kinh, quyền Bình Định" (Kinh thành, Bình Định) cho thấy một truyền thống không thể phai nhòa với thời gian. Tuy nhiên, hiện nay trong các hệ phái Bình Định nhiều kỹ pháp côn đã thất truyền, mặc dù một số bậc thầy của Bình Định gia sử dụng côn vẫn vang danh, như cố võ sư Hồ Ngạnh với đường roi tuyệt kỹ "hẹn ngày chết" . Võ phái Tân Khánh Bà Trà cũng có những bậc tiền bối từng nổi danh với những đường roi, đường côn kỳ tuyệt đả bại nhiều cao thủ khắp lục tỉnh Nam Kỳ, như Đệ nhất côn Đỗ Văn Mạnh (Năm Nhị), đây cũng là võ phái sáng tạo nhiều bài côn danh tiếng như Tấn nhứt, Tứ môn, Giáng hoả, Thái sơn v.v.
Đặc điểm của nhiều đòn thế côn Việt Nam là công phá hai đầu và luôn đánh theo chiều nghịch, luôn lấy nghịch để chế thuận, làm cho đối phương mất phương hướng rơi vào lúng túng, bất ngờ. Song song đó, côn pháp được áp dụng triệt để phép âm dương ngũ hành cùng năng lực biến hóa của đồ hình bát quái trong khai triển đấu pháp, cũng như khi di chuyển, chế ngự của hai chân (bộ pháp). Khi bị đối phương tấn công thì không đỡ để thủ thân mà lập tức vung roi áp sát và lượn theo chiều côn của địch thủ để công đòn, đồng thời khống chế tầm roi để thực hiện thế "đâm so đũa", một thế võ bí truyền chưa có cách hóa giải. Đây chính là ngọn roi cộng lực "tuyệt kỹ", "xuất quỷ nhập thần" có một không hai của môn binh khí lừng danh đất Việt.